# Malangvlakte

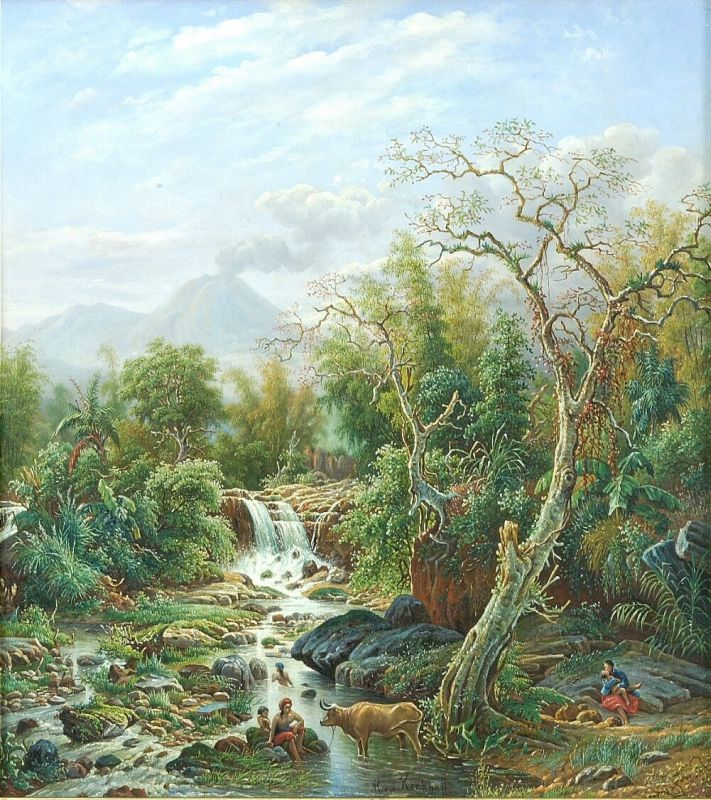
Landschap bij Malang.

De Malangvlakte is een gebied met negen slakkenkegels, maren en vulkanische pluggen rond de stad Malang op het Indonesische eiland Java in de provincie Oost-Java